# Шлем из Больсены
Шлем из Больсены (CIE 10864, ET Vs 4.97) — этрусский артефакт, бронзовый шлем с надписью, датируемый III или IV веком до нашей эры. Находится в коллекции Эрмитажа, Санкт-Петербург (инвентарный номер ГР-10303).

## Описание

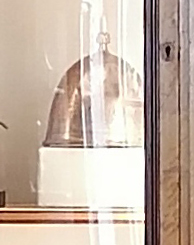
Шлем в Эрмитаже

Высота шлема — 20,5 см, размеры основания — 20,5 на 26,4 см. Имеет вмятины и сквозные выбоины. Найден в вотивном некрополе Больсены, приобретён Эрмитажем из коллекции Кампаны в 1862 году. Датируется второй половиной III века до нашей эры или IV—III веками до нашей эры.
Шлем имеет сферическую форму и увенчан бутонообразным выступом, который покрыт декоративными чешуйками. Край шлема отогнут и украшен жгутом, который сзади переходит в палицу Геракла, а спереди — в крылышки Гермеса. Покрыт белым металлом, из-за чего долгое время считался серебряным.
На обеих сторонах шлема присутствуют заклёпки и остатки железных пластинок, к которым крепились нащёчники. Около выступа имелось украшение в виде четырёхугольной втулки с двумя ответвлениями, однако оно являлось поздним дополнением и впоследствии было удалено.
На задней стороне шлема вырезана надпись новоэтрусским алфавитом, śuθina, что переводится с этрусского как «погребальный» или «принадлежащий могиле». Высота букв варьируется от 1,5 до 1,3 см. Аналогичные надписи встречаются на многих предметах, найденных в окрестностях Больсены, и предостерегают от использования погребальных принадлежностей в иных целях.